# Asesino en serie del condado de Edgecombe
El asesino en serie del condado de Edgecombe es un asesino en serie no identificado que actuó en los alrededores de los condados de Edgecombe y de Halifax, en Carolina del Norte (Estados Unidos). Se reportaron diez víctimas, todas ellas mujeres afroamericanas, y se recuperaron los restos de ocho. Debido a que algunas de las víctimas habían sido encontradas cerca de la carretera de los Siete Puentes en Rocky Mount, el culpable también llegó a ser conocido como el Asesino de los Siete Puentes. Todas las víctimas ejercían la prostitución y tenían problemas de drogadicción.

## Historia
La primera víctima del asesino fue una mujer de Rocky Mount llamada Melody Wiggins, de 29 años. Fue dada por desaparecida el 30 de mayo de 2005, y su cuerpo, parcialmente desnudo, fue encontrado el 2 de junio en la zona rural del condado de Edgecombe. Tras una autopsia forense, se estableció que había recibido varias heridas de cuchillo y golpes con un objeto contundente en la cabeza, que resultaron mortales.
El 16 de enero de 2007, los familiares de Christine Mary Boone, de 43 años, se pusieron en contacto con la policía para denunciar su desaparición. La búsqueda inicial resultó infructuosa, hasta que se encontraron sus restos esqueléticos el 9 de marzo de 2010.
El 8 de mayo de 2007 se denunció la desaparición de Jackie Nikelia Thorpe. Su cadáver, en grave estado de descomposición, fue encontrado el 17 de agosto cerca de la carretera de los Siete Puentes. Fue la primera víctima cuyos restos se encontraron en este lugar.
La tarde del 17 de junio, Joyce Renee Durham, de 46 años, fue vista por última vez en Rocky Mount. A día de hoy, no ha sido localizada.
En febrero de 2008, Ernestine Battle, de 50 años, desapareció y sus restos esqueléticos fueron encontrados el 14 de marzo por un agricultor cerca de la carretera de los Siete Puentes. Como el cuerpo estaba en grave estado de descomposición, el médico forense no pudo establecer la causa de la muerte.
Un año después, el 5 de febrero de 2009, también se denunció la desaparición de Yolanda Rene Lancaster, de 36 años. En enero de 2011, un grupo de cazadores encontró sus restos en una zona boscosa junto a la carretera de Siete Puentes.
Aproximadamente una semana después, se encontró el cuerpo de Elizabeth Jane Smallwood, de 33 años, en un campo de fútbol de Rocky Mount. Durante la investigación, se estableció que no mantenía contacto con sus familiares, por lo que no está clara su fecha exacta de desaparición. Basándose en el estado de su cuerpo, se determinó que había sido asesinada aproximadamente seis meses antes de que se encontrara el cadáver.
El 22 de febrero se denunció la desaparición de Taraha Senice Nicholson, de 28 años, y su cuerpo fue encontrado el 7 de marzo cerca de la carretera de Siete Puentes. Tras la autopsia, se concluyó que había muerto estrangulada.
El 25 de abril, los familiares de la prostituta Jarniece Latonya Hargrove, de 31 años, se pusieron en contacto con la policía para denunciar su desaparición. La búsqueda inicial resultó infructuosa, hasta que sus restos fueron descubiertos el 29 de junio en una zona boscosa, a pocos metros de la carretera de los Siete Puentes.
El 27 de marzo de 2010, un hombre que conducía un vehículo todoterreno encontró el cuerpo de Roberta Williams junto a la carretera de los Siete Puentes. Mientras se investigaba su asesinato, sus familiares afirmaron que habían presentado una declaración a las autoridades sobre la desaparición de Roberta, que posteriormente fue desmentida por las fuerzas del orden.

## Investigación
Al examinar los asesinatos, se encontraron restos de esperma en el cuerpo de Nicholson que, según los investigadores, condujeron a su asesino. Tras un examen de ADN, los rastros biológicos se relacionaron con Antwan Pittman, de 31 años, un delincuente convicto residente en Rocky Mount. A principios de septiembre de 2009, fue acusado del asesinato de Taraha Nicholson.

### Principal sospechoso
Pittman nació el 15 de julio de 1978 en Rocky Mount, donde fue criado por su madre soltera. Durante sus años escolares, comenzó a participar en actividades delictivas y, en 1994, fue detenido acusado de intentar violar a un niño de 2 años. Como parte de un acuerdo, se declaró culpable de conducta indecente, y en ese mes de julio quedó en libertad condicional. Durante este periodo de libertad condicional, se le obligó a pasar 90 días en una institución de rehabilitación para delincuentes juveniles, pero fue expulsado rápidamente al cabo de un mes tras una pelea, quedando en arresto domiciliario. En enero de 1996, tras cometer varios delitos, Pittman fue detenido por violar su libertad condicional, tras lo cual fue enviado de nuevo a un centro correccional para menores, donde permaneció hasta mediados de 1997. En los años siguientes, sería acusado de robo, agresión, resistencia a la autoridad y suministro de alcohol a menores. 
En 2003, Antwan estuvo 45 días en una cárcel del condado por ocultar que era un delincuente sexual registrado en el estado mientras solicitaba un trabajo. Durante este tiempo, se le tomó una muestra de sangre. En 2004, fue condenado por conducir ebrio, por lo que pasó otras semanas en la cárcel. En 2007, fue detenido por agredir a una prostituta, en la misma zona en la que habían sido asesinadas las otras víctimas. En la primavera de 2009, Pittman fue detenido de nuevo por conducir bajo los efectos del alcohol, pero quedó en libertad tras pagar la fianza. Tras no comparecer ante el tribunal para su juicio, fue incluido en la lista de fugitivos y, a partir de entonces, fue detenido en el condado de Nash en agosto. Fue alojado de nuevo en la cárcel del condado, donde pronto sería acusado del asesinato de Nicholson. 
Debido a las pruebas circunstanciales, los investigadores empezaron a sospechar que Pittman podría ser responsable de los otros asesinatos. Resultó que visitaba a menudo la zona cercana a Seven Bridges Road, ya que, cuando era adolescente, había vivido durante varios años en la casa de sus abuelos en Whitakers, que estaba situada a pocos kilómetros de donde se encontraron posteriormente los cuerpos de Nicholson, Williams, Thorpe, Battle y Hargrove. Antes de su detención, había vivido en Rocky Mount durante seis años, incluso en un edificio de ladrillos de una planta en las afueras de la ciudad, que no estaba lejos de la carretera de los Siete Puentes (Seven Bridges Road). En 2005, vivió brevemente en una casa situada cerca del campo de fútbol donde posteriormente se encontraría el cuerpo de Smallwood.
En 2006, Pittman vivió durante varias semanas en una caravana en Scotland Neck, donde en marzo de 2010 se encontraría el cadáver de Christine Boone en una zona boscosa no lejos de la caravana. Además, Antwan fue detenido por la policía de tráfico en los Siete Puentes el mismo día en que otra víctima, Hargrove, desapareció misteriosamente. Se le encontró inconsciente en su coche con los pantalones bajados, tras lo cual fue despertado e interrogado, y posteriormente acusado de conducir ebrio. Dos meses después, el cuerpo de Hargrove fue encontrado en un campo a 180 metros de distancia.
En su juicio, Antwan se vio obligado a admitir que conocía a Taraha. Según él, seis días antes de que se descubriera su cuerpo, la metió en su coche y pagó por sus servicios sexuales. Después de mantener relaciones sexuales, dejó a la chica cerca de la biblioteca en el centro de Rocky Mount, y nunca más la vio. En septiembre de 2011, Antwan Pittman fue declarado culpable del asesinato de Taraha Nicholson y condenado a cadena perpetua sin libertad condicional.
A pesar de que nunca se le acusó de los otros asesinatos, los medios de comunicación y la policía le han señalado como responsable de los mismos, ya que, según la versión oficial proporcionada por las fuerzas del orden, los asesinatos cesaron tras su detención.

## Sensibilización de la opinión pública
En julio de 2012, se celebró un paseo en moto en contribución a las cinco mujeres encontradas asesinadas. El paseo se organizó para ayudar a concienciar a las nueve mujeres encontradas muertas que se sospecha que son víctimas del asesino de Edgecombe.